# STS–43
Az STS–43 jelű küldetés az amerikai űrrepülőgép-program 42., az Atlantis űrrepülőgép 9. repülése.

## Jellemzői
A beépített kanadai Canadarm (RMS) manipulátor kart 50 méter kinyúlást biztosított (műholdak indítás/elfogása, külső munkák [kutatás, szerelések], hővédőpajzs külső ellenőrzése) a műszaki szolgálat teljesítéséhez.

### Első nap
Eredetileg 1991. július 23-án indult volna, technikai illetve meteorológiai okok miatt csak augusztus 2-án a szilárd hajtóanyagú gyorsítórakéták, Solid Rocket Booster(SRB) segítségével Floridából, a Cape Canaveral (KSC) Kennedy Űrközpontból, a LC39–A (LC–Launch Complex) jelű indítóállványról emelkedett a magasba. Az orbitális pályája 90,6 perces, 28,5 fokos hajlásszögű, elliptikus pálya perigeuma 301 kilométer, az apogeuma 306 kilométer volt. Felszálló tömeg indításkor 117 653 kilogramm, leszálló tömeg 89 239 kilogramm. Szállított hasznos teher 21 265 kilogramm

## Hasznos teher
1. Heat Pipe Advanced Radiátor Element II (SHARE–II) – a Freedom űrállomás tervezett hűtőrendszerét tesztelték.
2. Shuttle Solar Backscatter Ultraviolet (SSBUV) – a Föld ózonháztartásának (összehasonlító) mérésére, a NASA által fejlesztett, a világűrben kalibrált műszer. Segítségével, más űreszközök műszerei által mért adatokat összehasonlítva kapták a legpontosabb ózon adatokat. A NASA 1989 és 2000 között évente elvégezte méréssorozatát.
3. Protein Crystal Growth (PCG) – orvosbiológiai technológia. Kereskedelmi megbízásra gyógyszeranyagok készítése.
4. Investigations into Polymer Membrane Processing (IPMP) – kereskedelmi program a polimerek előállítása, vizsgálata elősegítendő egyes betegségek gyógyszeres (vese- dialízis, sótalanító) kezelésének eredményességét.
5. Optical Communications Through Windows (OCTW) – optikai kommunikáció Windows programmal,
6. Auroral Photography Experiment-B (APE-B) – az északi és a déli fény vizsgálata, kamerafelvételekkel,
7. BioServe ITA Materials Dispersion Apparatus (BIMDA) – mini laboratórium. 150 folyadék minta segítségével végeztek tudományos kísérletek (fehérje kristálynövekedés, kollagén polimerizáció, fibrin vérrögképződés, folyadék-szilárd anyag diffúzió, vékony film membránok kialakulása).
8. Air Force Maui Optical Site (AMOS) – elektromos- és optikai mérések biztosítása, földi eszközök kalibrálása,
9. Space Acceleration Measurement System (SAMS) – gyorsulási rendszerelemzés. Emelkedéskor, pályaelem változásoknál, űrhajósok reakciósebessége, leszállásnál.
10. Solid Surface Combustion Experiment (SSCE) – hogyan viselkedik a tűz mikrogravitációs környezetben.

### Műhold
A tehertérben rögzített kommunikációs műholdat a Canadarm (RMS) manipulátor kar segítségével pályairányba állították. A műhold pályairányba állítását követően az űrrepülőgép 13-16 kilométerre eltávolodott. A műholdat 19 perc múlva, a kétfokozatú szilárd hajtóanyagú automatikusan induló IUS–15 (Inerciális Upper Stage) főmotorja átmeneti geoszinkron pályába kezdte emelni.

#### TDRS–5
Kommunikációs műholdat építette a TRW Space and Defense Systems (Redondo Beach). Az üzemeltető a NASA Goddard Contel Space Flight Center (GSFC).  Az űreszközt a NASA az űrrepülőgépek (Mir, Nemzetközi Űrállomás) követésére és nagy adatátviteli sebességgel adataik továbbításra használta.
Az űregység társait, az TDR–1-et az STS–6, a TDR–2 a Challenger-katasztrófában elveszett, az TDR–3-at az STS–26 az TDR–4-et az STS–29 segítette pályairányba állítani.
Űrobjektum megnevezései: Tracking and Data Relay Satellite (COSPAR ID); TDR–5 (1991-054B); TDR–E. Kódjele: SSC 21639.
A kiépített teljes rendszer egy központi fekvésű űreszközhöz kapcsolva, az egyenlítő fölé helyezve, egymástól 130 fokban állomásoztatták. A telepített követő- adattovábbító űreszközök a Föld körül keringő (egyszerre 26  űreszközt) űrrepülőgépet, az ISS-t követte, adat továbbítást biztosított (felfelé/lefelé). A műholdak pályája 85-100 százalékban lefedte az űrhajók, az űrállomás pályáját. Az űreszköz három modulból (egységesített rendszer) van összeállítva. Műhold stabilizátor, antenna és napelem modulból tevődik össze. Nincs jelfeldolgozás (hosszabb élettartam), azonnali továbbítás történik a földi vevőállomások irányába.
Háromtengelyesen, mechanikusan stabilizált műhold, TDR típus, egy szabálytalan, hatszögletű alakú test. Magassága 6 méter, keresztirányú mérete 3 méter. A napelemek fesztávolsága 17,4 méter, teljesítmény 2 kW (aktív élete végén 1,7 kW). A villamosenergia-rendszer tartalmaz két újratölthető NiCd akkumulátort, melyek kapacitása 40 amperóra (Ah). Várható élettartama a pályán korlátlan (!), tervezett 7 év (végül 18 éven keresztül szolgált).
A kétfokozatú szilárd hajtóanyagú rakétatest automatikusan induló IUS–15 (Inerciális Upper Stage) főmotorja átmeneti geoszinkron pályába emelte, majd körülbelül 45 perc múlva az első szilárd rakéta motor levált. A második fokozat motorja sikeresen biztosította a geostacionárius pálya felvételét. Pályába állást követő 12 és fél óra múlva a rakétatest és a motoros rész levált a műholdról. Földi parancsra az antennák és napelemek felvették szolgálati pozíciójukat (kinyíltak, elrendeződtek). Az évek alatt (18 év) végrehajtott pályakorrekcióit 24 kémiai fúvóka és 6000 kilogramm kémiai hajtóanyag biztosította. Az orbitális pályája 23,93 perces, 174 fokos hajlásszögű, elliptikus pálya perigeuma 35 780 kilométer, az apogeum a 35 791 kilométer volt. Súlya 2268 kilogramm.
Antennái
1. a földi kapcsolatot biztosító antennája – tál – SGL (Space Ground Link), átmérője 2 méter;
2. kettő jelfogó parabolaantenna SA (Single Access) típus, minden antenna egy arany borítású molibdén drótháló. Átmérője 4,9 méter, tartógerendák (vízszintes vagy függőleges elmozdulásra képes) fesztávolsága 13,7 méter. Egy műholdat képes kezelni.
3. elektronikusan vezérelt antenna MA (Multiple Access), amely 30 fix spirális antenna elemet tartalmaz, akár 20 műholdat képes egyszerre kezelni;
4. körsugárzó antennája szolgálta az pályaorientációs és a sürgős parancs vételét a telemetriai rendszer vezérléséhez;
5. Ku-sávú kis antenna, kapcsolatban számos Westar műholddal;
6. C kis antenna, kapcsolatban számos Westar műholddal;
7. S sávos kis antenna, Omni műhold kapcsolat;

Előző űreszköz TDR–4 (1989-021b), következő űreszköz TDR–6 (1993-003B).

#### Nyolcadik nap
1991. augusztus 11-én a Kennedy Űrközponton (KSC), kiinduló bázisán szállt le. Összesen 8 napot, 21 órát, 21 percet és 25 másodpercet töltött a világűrben. 5 955 217 kilométert (3 700 400 mérföldet) repült, 142 alkalommal kerülte meg a Földet.

## Személyzet

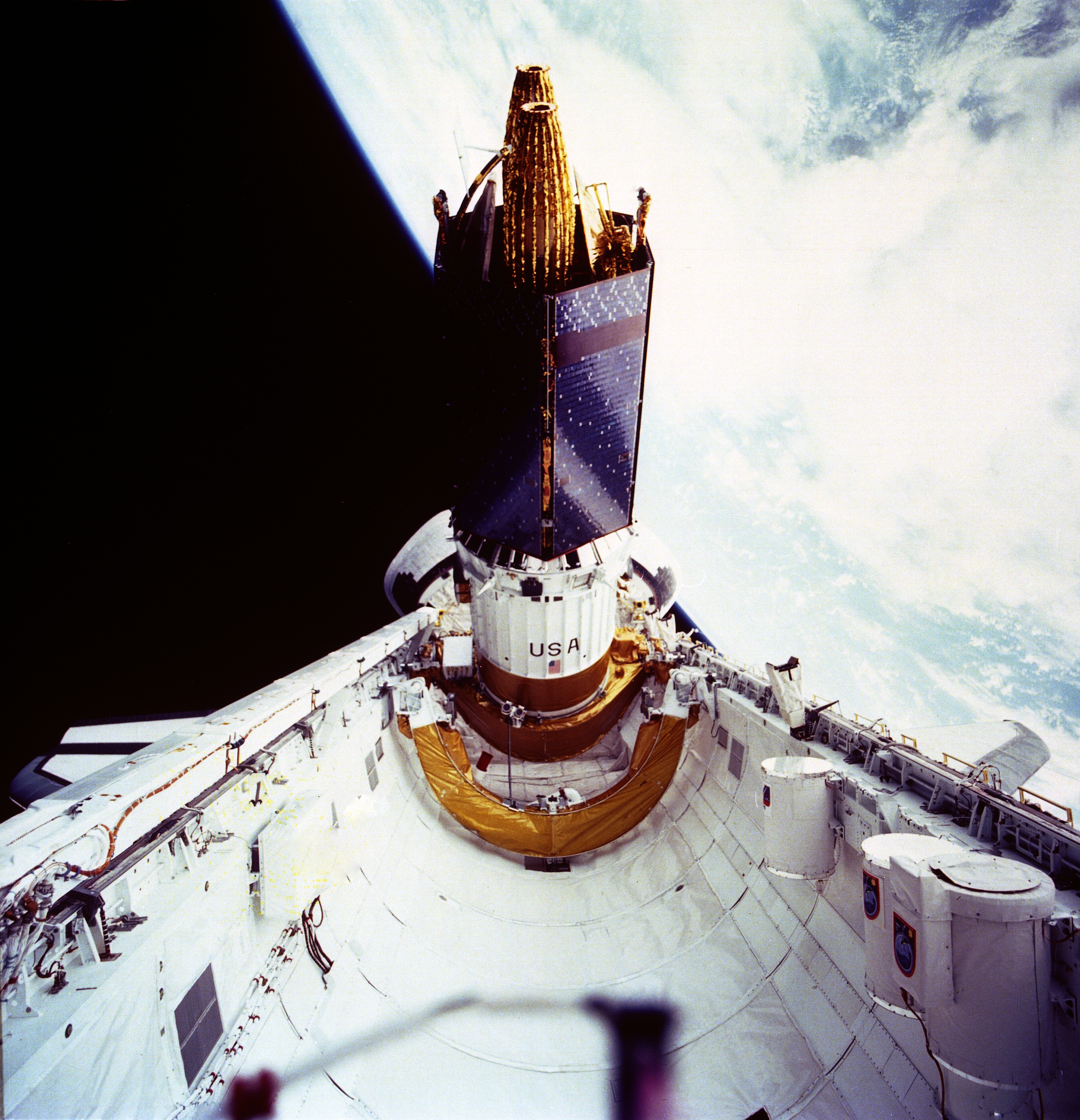
A TDRS–5 elhagyja az Atlantis rakterét

(zárójelben a repülések száma az STS–43 küldetéssel együtt)
- John Elmer Blaha (3), parancsnok
- Michael Baker (1), pilóta
- Shannon Lucid (3), küldetésfelelős
- James Adamson (2), küldetésfelelős
- David Low (2), küldetésfelelős

### Visszatérő személyzet
- John Elmer Blaha (3), parancsnok
- Michael Baker (1), pilóta
- Shannon Matilda Wells Lucid (3), küldetésfelelős
- James Adamson (2), küldetésfelelős
- George David Low (2), küldetésfelelős

## Az első e-mail az űrből
1991. augusztus 9-én a legénység két tagja, Lucid és Adamson egy Macintosh Portable hordozható számítógép és AppleLink szoftver segítségével emailt küldött a Földre:
„Hello Föld! Üdvözlet az STS-43 legénységétől. Ez az első AppleLink az űrből. Remek időtöltést kívánunk, bárcsak itt lennél… küldjetek cry-t és RCS-t! Hasta la vista, bébi, visszajövünk!”
A Macintosh Portable csak kis módosításokat igényelt az űrben való működéshez. A repülés során az űrsikló személyzete különféle számítógép-összetevőket tesztelt, köztük a Portable beépített hanyattegérét. A Portable olyan szoftvert is futtatott, amely lehetővé tette a legénység számára, hogy valós időben nyomon követhesse az űrsikló helyzetét a világtérképen, amely a nappali és éjszakai ciklusokat, valamint a visszatérési információkat mutatja. Ezenkívül a Portable ébresztőóraként működött, amely emlékeztette a személyzetet, ha bizonyos kísérleteket kell végrehajtaniuk.